# ثابت زمانی
در فیزیک و مهندسی، ثابت زمانی یک سامانهٔ مرتبهٔ اول
به مدت‌زمان لازم برای اینکه پاسخ سامانه به ورودی پلهٔ واحد تقریباً ۶۳٫۲٪ (دقیقاً {\displaystyle 1-1/e}) از فاصلهٔ بین مقدارِ اولیه تا مقدارِ حالت دائمی خود را طی کند گفته می‌شود.